# Baixo Balide
Baixo Balide (Unter-Balide) ist eine Aldeia in der osttimoresischen Landeshauptstadt Dili. Die Aldeia liegt im Nordwesten des Sucos Mascarenhas (Verwaltungsamt Vera Cruz). In Baixo Balide leben 474 Menschen (2015).

## Lage und Einrichtungen

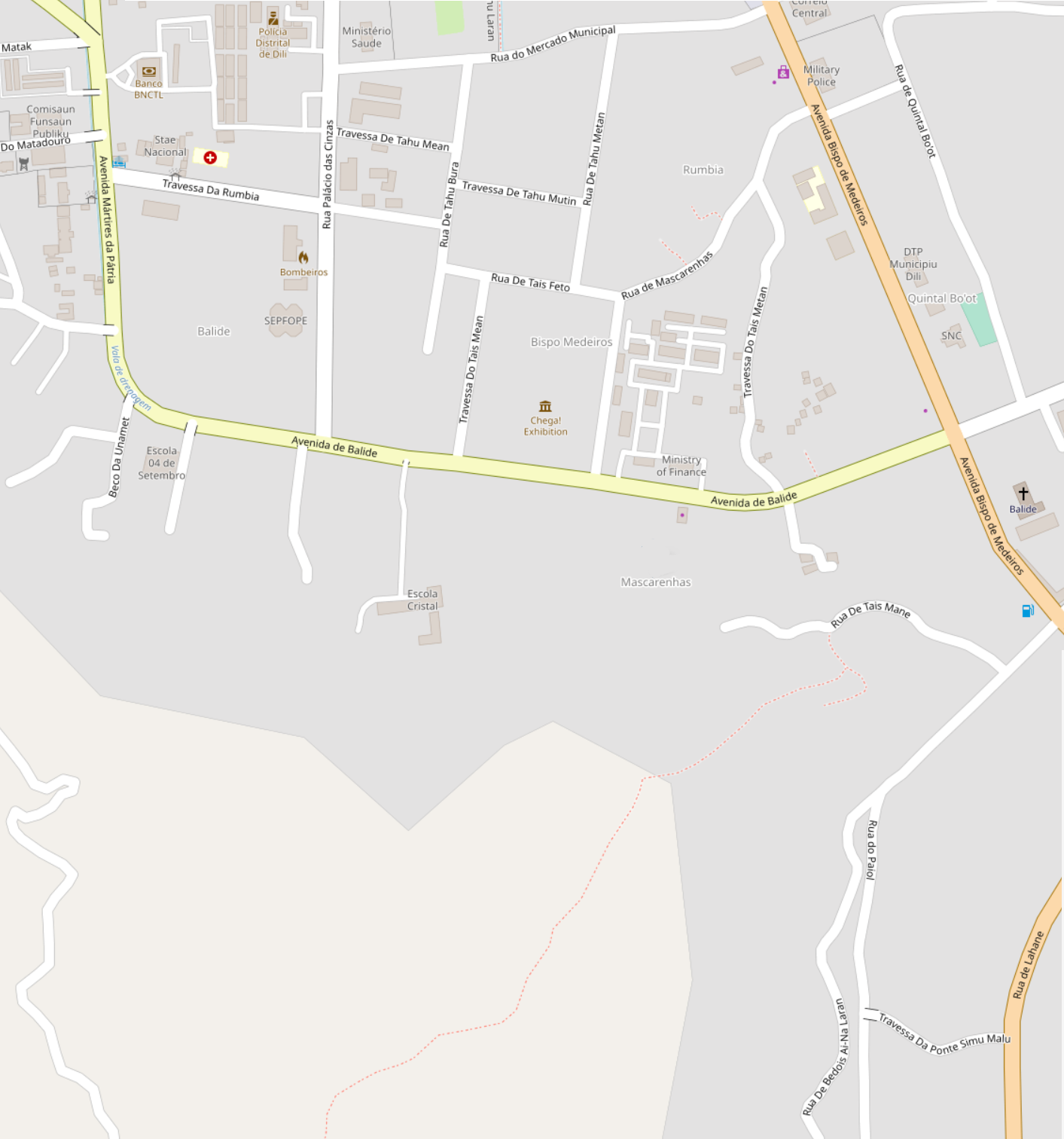
Straßenkarte von Mascarenhas

Baixo Balide nimmt den Großteil des traditionellen Stadtteils Bispo Medeiros ein. Westlich der Rua de Tahu Bura und nordwestlich der Rua de Tais Feto liegt der Suco Caicoli, nordöstlich die Aldeia Aldeia 03, östlich der Rua de Mascarenhas die Aldeia Manu Cocorec und südlich der Avenida de Balide die Aldeias Alto P.M. und Alto Balide.
In Baixo Balide befinden sich die Direção Nacional de Transportes Terrestres (DNTT) und das ehemalige Gefängnis Comarca, mit dem Sitz des Centro Nacional Chega!.